# Francin
Francin là một xã thuộc tỉnh Savoie trong vùng Auvergne-Rhône-Alpes ở đông nam nước Pháp. Xã này nằm ở khu vực có độ cao từ 290-1130 mét trên mực nước biển.
Tại đây có lâu đài Carron.